# 杨纮 (宋朝)
杨纮（?—?），字望之。福建浦城人，杨亿从子。
以荫知鄞县。鄞县滨海，恶少贩买鱼盐，掠夺商人财物入海，官府不能禁。杨纮晓谕祸福，恶少再不敢为盗。因杨亿推荐，赐进士出身，历任通判、知州、江东提点刑狱及转运、按察使。江东饥荒，开义仓赈济。对幕僚以严厉著称，常说不法之人不可宽贷，罢去止不利一家，岂可使郡邑千万家俱受害。与王鼎、王绰号称“江东三虎”。官至太常少卿。藏书数万卷，手抄事实，名《窥豹篇》。